# .aw
aw. هو امتداد خاص بالعناوين الإلكترونية (نطاق) للمواقع التي تنتمي لأروبا.